# Cayo San Jorge
El Cayo San Jorge (en inglés: St. George's Caye) es una isla en el mar Caribe, ubicada a ocho millas al este de la ciudad de Belice. Es parte del distrito de Belice, una división administrativa de Belice, en América Central. En el año 2000 el Cayo San Jorge tenía una población permanente de alrededor de 20 personas.

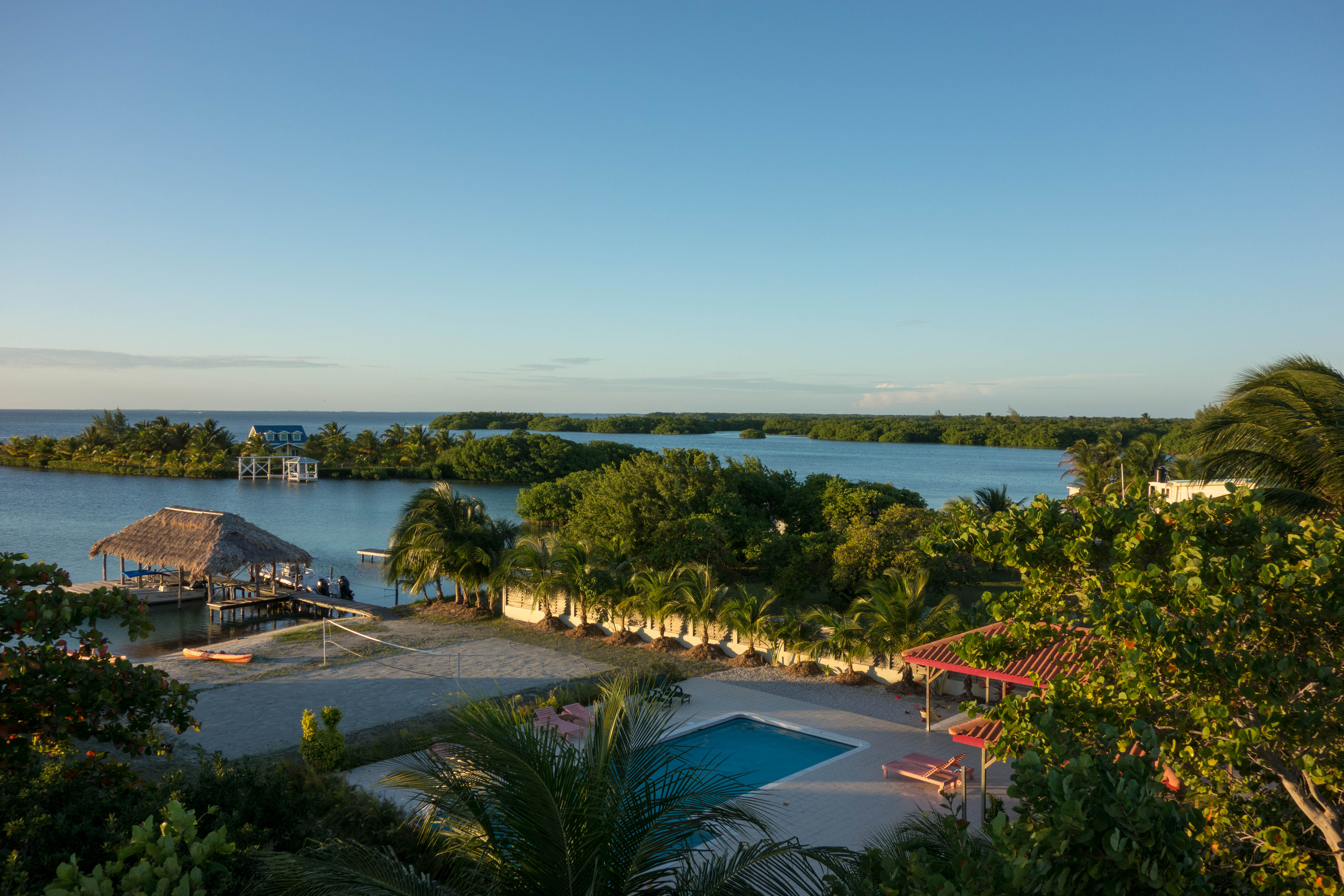
Hotel en el Cayo San Jorge

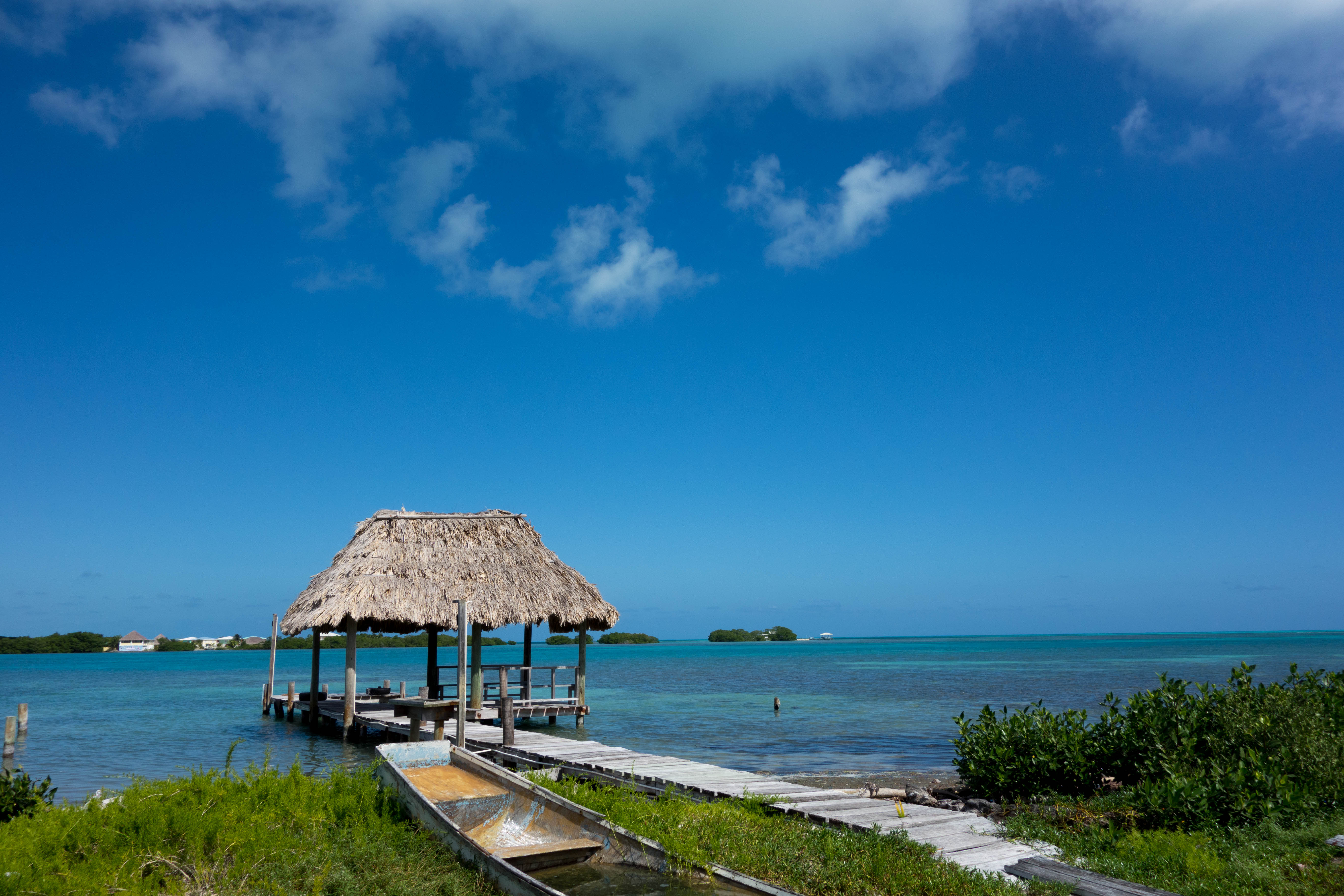
Puerto en el cayo San Jorge

El Cayo San Jorge era previamente conocido por los españoles como "Cayo Cosina" o "Cayo Cocina". Se estableció un pueblo en 1650, y fue en el siglo XVII y siglo XVIII el asentamiento más grande en lo que era entonces la Honduras británica; sin embargo, su importancia fue eclipsada por el crecimiento de la ciudad de Belice. Fue capturado por los españoles el 15 de septiembre de 1779 y devuelto por el Tratado de París de 1783. Entre el 3 de septiembre y 10 de septiembre de 1798, colonos británicos lucharon y derrotaron a una pequeña flota española enviada a proteger la zona; este acontecimiento es recordado como una fiesta nacional en Belice celebrada todos los 10 de septiembre como la Batalla de Cayo San Jorge (Battle of St. George's Caye).
El Ejército británico mantiene un establecimiento de formación en la isla, permitiendo que los miembros de las fuerzas británicas estacionadas en las cercanías, las llamadas por sus siglas en inglés BATSUB (Unidad de Apoyo y de Formación del Ejército británico a Belice) y sus familias tengan oportunidad de tomar parte en actividades como el buceo y la vela.